# Cuisine rouergate

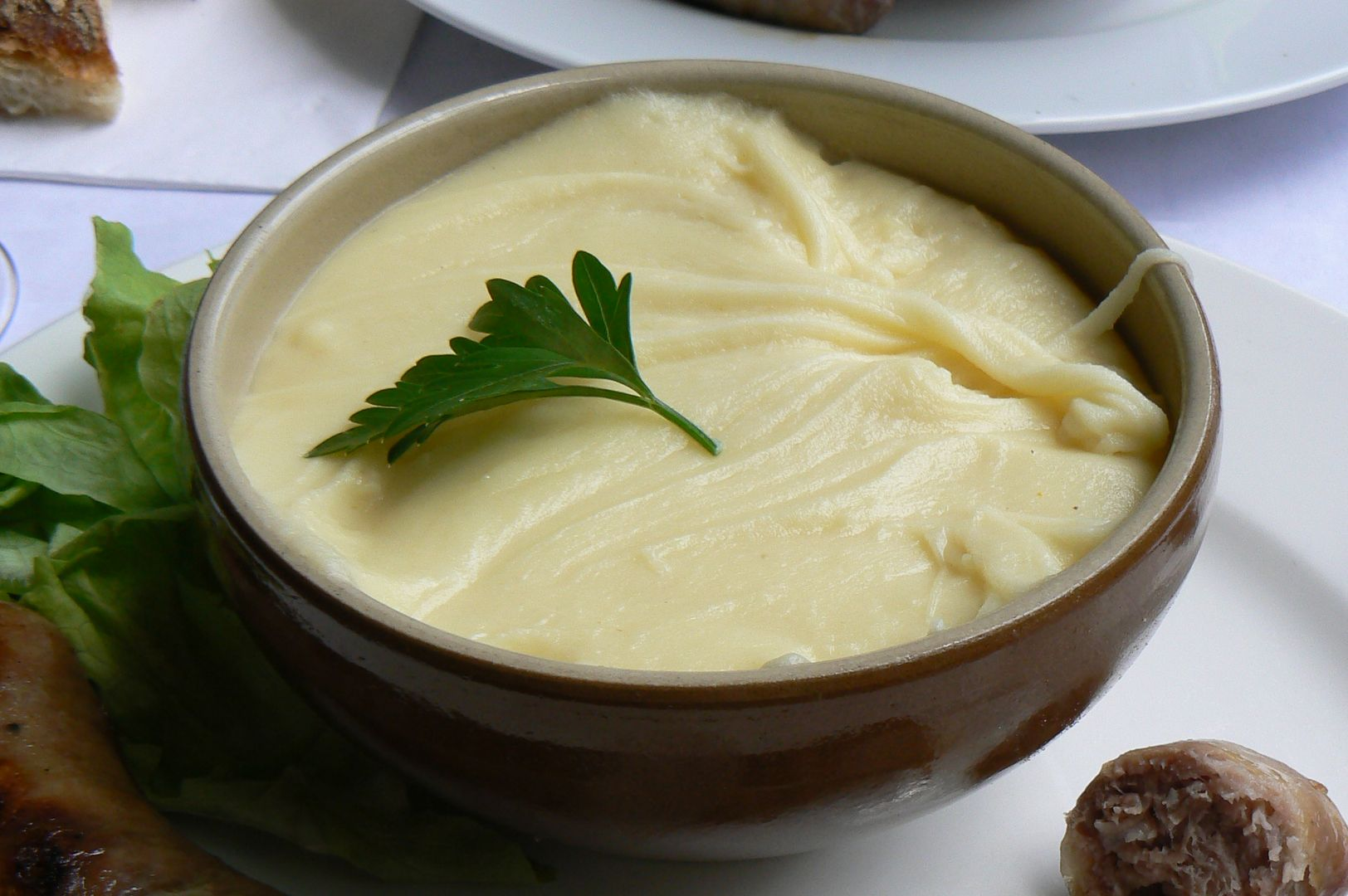
Aligot, célèbre spécialité de l'Aubrac.

La cuisine rouergate est reconstituante et est adaptée à l'effort physique qui était le lot quotidien de la plupart des habitants du Rouergue. Elle ne peut être qualifiée d'aveyronnaise, car ses recettes sont bien plus anciennes que l'actuel département de l'Aveyron, qui ne reprend pas tout à fait les contours de l'ancienne province.
Son élaboration est encore bien maîtrisée par la population aveyronnaise dont une grande partie vit, ou a vécu encore récemment, attaché à la terre.

## Mets
- L'aligot
- L’estofinado
- Les farsous et le farsun
- La maôche, ou chou farci
- La pascade
- Le pounti
- La soupe au fromage
- La truffade

## Viandes
Les agriculteurs qui abattent, transforment et vendent directement la viande issue de leurs élevages de porcs, caprins et ovins sont encore présents dans ce département. Il s'agit là de produits fermiers recherchés.
D'autres font appel à l'industrie pour l'abattage (ils ne peuvent plus se prévaloir de la mention commerciale valorisante « produit fermier ») et transforment chez eux ou dans un atelier loué à l'heure pour la circonstance. Ils vendent également directement chez eux ou au marché.
D'autres, enfin, naisseurs-engraisseurs, produisent selon le système de contractualisation agricole. Dans ce système, ils se conforment à un cahier des charges établi par l'industriel qui leur achète la bête finie et prête à être abattue et transformée dans leurs usines. 
Les marques commerciales
- Le Veau d'Aveyron & du Ségala (produit aussi dans le Tarn)
- Bœuf Fermier Aubrac (produit aussi dans d'autres départements français)
- Génisse Fleur d'Aubrac

### Viandes en salaison
- Le cambajóu (jambon sec)

## Charcuterie
- Le boudín (boudin)
- Le fricandèou (fricandeau)
- Le glacé
- Le melsát
- Le trenèl
- Le tripou

## Fromages
Les appellations
- Le bleu des causses, anciennement bleu de l'Aveyron, (lait cru de vache).
- Le perál, le caillé (lait cru ou thermisé de brebis) et la recuòcha (lactosérum de lait de brebis).
- La fourme de Laguiole, la tome fraîche et la graisse de Noël (lait cru de vache).
- Le roquefort (lait cru de brebis).

Les marques commerciales
- L'Écir d'Aubrac (lait cru de vache).

## Biscuits et gâteaux
- Les échaudés
- La flaune
- La fouasse
- Le gâteau à la broche
- Les oreillettes
- La pompe à l'huile
- Les rissoles aux pruneaux
- La tarte du Carladez (dite aussi tarte de Vic)

## Vins
- Côtes-de-millau
- Entraygues-et-du-fel
- Estaing
- Marcillac